# Who Shot Mr. Burns?
«Who Shot Mr. Burns?» (с англ. — «Кто стрелял в мистера Бёрнса?») — серия мультсериала «Симпсоны», долгое время оставалась единственной состоящей из двух частей. Первая часть — заключительная двадцать пятая серия шестого сезона, вторая часть — первая серия седьмого сезона. Название эпизода и его концепция — отсылка к американскому телесериалу «Даллас» (англ. Dallas). В серии «Who shot J.R.?», являющейся заключительной в сезоне, на героя сериала Джей Ар Юинга покушается неизвестный. Личность нападавшего выясняется только в следующем сезоне, поскольку у Юинга было много врагов. Также начало второй части, в которой Смитерсу снится, что в его душе моется мистер Бёрнс — отсылка к серии «Blast From The Past» того же сериала.
Продолжительность первой части составляет 21 минуту 01 секунду, второй — 21 минуту 23 секунды.
В этой серии под Спрингфилдской начальной школой было найдено месторождение нефти, но Монтгомери Бёрнс крадёт нефть у школы. Вследствие этого на него совершается покушение, и Бёрнс получает огнестрельную рану. Полиция Спрингфилда проводит расследование, основными подозреваемыми являются Гомер Симпсон и Вэйлон Смитерс.
Истинный виновник покушения выясняется только во второй части, однако в первой был дан ряд улик, позволяющих установить его. Между премьерными показами серий прошло 4 месяца, за это время компания «Fox» провела среди поклонников сериала конкурс на эту тему.

## Сюжет

### Часть I
В живом уголке Спрингфилдской начальной школы умирает песчанка. Директор Скиннер поручает садовнику Вилли закопать трупик в подвале. Выкопав могилу, Вилли неожиданно находит там нефть. Выясняется, что школа стоит прямо на нефтяном месторождении.
Это является отличным шансом для поправки финансового положения школы. Директор Скиннер и суперинтендант Чалмерс придумывают множество способов, как потратить деньги. Также они выслушивают мнения персонала и учеников. В частности, Лиза Симпсон предложила нанять в качестве учителя музыки Тито Пуэнте.
Об открытии месторождения узнает Монтгомери Бёрнс. Он сразу же решает, что должен стать хозяином месторождения. Сначала он пробует обмануть директора Скиннера, явившись к нему якобы как ученик школы, но безрезультатно. Тогда он решает украсть нефть у школы. Рядом с таверной Мо он строит скважину, идущую под углом прямо к находящемуся под школой месторождению, и первым начинает выкачивать нефть.
Этим он настраивает против себя большинство жителей Спрингфилда. Директор Скиннер, садовник Вилли и Тито Пуэнте начинают ненавидеть Бёрнса из-за крушения своих финансовых планов. Мо Сизлак начинает ненавидеть Бёрнса, потому что из-за соседства с его вышкой вынужден закрыть свою таверну, из-за этого же врагом Бёрнса становится Барни Гамбл. Разрушается Спрингфилдский дом престарелых, под которым проходит скважина Бёрнса, и Эйб Симпсон становится бездомным. После пуска скважины фонтан нефти ударил прямо по домику Барта Симпсона на дереве и разрушил его, при этом пострадал любимец Барта — Маленький помощник Санты. Ну а Гомер Симпсон уже давно ненавидит Бёрнса из-за того, что тот постоянно забывает имя Гомера.
Но мистер Бёрнс не придаёт этому значения. Получив деньги от продажи нефти, он задумывает грандиозный проект — построить гигантский диск, который навсегда закроет Спрингфилд от солнечного света. При этом, по мысли Бёрнса, жители города постоянно должны будут держать включённым свет и тратить электричество, что сделает его ещё богаче. Этот план своей аморальностью ужасает даже Вэйлона Смитерса. Он пытается отговорить Бёрнса от этой затеи, но тот в ответ увольняет его. Таким образом, у мистера Бёрнса появился ещё один враг.
Жители Спрингфилда собираются в мэрии и высказывают своё возмущение. При этом почти все они вооружены. Внезапно в мэрии появляется сам Монтгомери Бёрнс. Он показывает, что у него тоже есть револьвер, после чего активирует своё устройство. Диск закрывает солнечный свет, и на Спрингфилд опускается тьма. Зажигаются уличные фонари, и счастливый Бёрнс идёт по городу. Он заходит за угол и там говорит кому-то «А, это ты. Чего это ты так радуешься? Лучше брось это… я сказал, брось!», после чего слышны звуки борьбы и затем пистолетный выстрел. Потом из-за угла, держась за грудь, появляется мистер Бёрнс. Истекая кровью, он падает на солнечные часы перед мэрией.
Горожане собираются перед часами. Из-за того что мистер Бёрнс разозлил в последнее время очень много людей, круг подозреваемых становится очень широким. Шеф Виггам приступает к расследованию преступления.

### Часть 2
Жители Спрингфилда разламывают затмевающий солнце диск, при этом он, ко всеобщему удовольствию, обрушивается на Шелбивилль.
Монтгомери Бёрнс находится в больнице в коме, а шеф Виггам ведёт расследование. Основным подозреваемым является Вэйлон Смитерс, который после увольнения ушёл в запой. Он смутно помнит, что после собрания в мэрии шёл домой и стрелял в кого-то, поэтому его задерживают. Однако вскоре Сайдшоу Мел случайно обнаруживает алиби Смитерса. Выясняется, что Смитерс стрелял в Джаспера Бердли, при этом попал в его деревянную ногу. Смитерса отпускают.
Обследовав одежду мистера Бёрнса, Виггам находит на ней ресницу. Тест ДНК показывает, что эта ресница принадлежит кому-то из Симпсонов. В это же время очнувшийся Бёрнс начинает кричать «Гомер Симпсон!». В машине у Гомера полицейские находят револьвер, из которого стреляли в Бёрнса, с отпечатками пальцев Гомера. Его задерживают, но по пути в тюрьму автозак попадает в аварию, и Гомер выбирается на свободу. За его поимку Смитерс объявляет вознаграждение.
Доктор Ник Ривьера выясняет, что «Гомер Симпсон» — это единственные слова, которые может произносить мистер Бёрнс (из-за того, что незадолго до покушения Гомер, отчаявшись заставить Бёрнса запомнить его имя, набросился на него и очень сильно этим напугал). Гомера ищет весь город, и наконец он объявляется в больнице. Он пробирается в палату Бёрнса и начинает трясти его, чтоб тот перестал называть его имя. От тряски к мистеру Бёрнсу возвращается дар речи. Он указывает на человека, стрелявшего в него. Это Мэгги Симпсон.
Бёрнс рассказывает, как все произошло. После затмения солнца он для полного счастья решил исполнить свою давнюю мечту: отобрать конфету у младенца. Этим младенцем должна была стать Мэгги Симпсон, но из-за своей дряхлости Бёрнсу пришлось приложить немало усилий. Во время борьбы с Мэгги револьвер Бёрнса выскочил из кобуры, случайно упал прямо в руки Мэгги и выстрелил. После выстрела он упал на пол машины и закатился под сиденье, где его впоследствии задел Гомер, оставив таким образом свои отпечатки.
Бёрнс требует арестовать Мэгги. Но шеф Виггам не принимает требование всерьёз, а Мардж говорит, что всё произошло случайно. Однако выражение лица Мэгги заставляет усомниться в этом.

## Производство серии
После показа первой части эпизода среди поклонников сериала развернулась дискуссия о том, кто же действительно стрелял в мистера Бёрнса. Летом 1995 года компания Fox проводила конкурс на эту тему, при финансовой поддержке MCI Communications. Конкурс проходил с 13 августа по 10 сентября и был одним из первых интернет-конкурсов на телевидении.
Победитель конкурса был бы нарисован для мультсериала и принял бы «участие» в одной из серий Симпсонов. Однако правильного ответа никто не дал, поэтому победитель определился жребием. Вместо участия в мультсериале ему был выплачен денежный приз.
Во время создания первой части авторы ещё не определились с тем, кто будет виновником покушения. Первоначально планировалось, что это будет Барни, но сценаристы отвергли эту кандидатуру, поскольку в таком случае ему пришлось бы оказаться в тюрьме, что неизбежно сказалось бы на динамике шоу. Дэвид Миркин предложил, что виновником должна стать Мэгги, поскольку это смешнее, к тому же он хотел, чтоб виновником был кто-то из семьи Симпсонов.
Тито Пуэнте и его латиноамериканский джазовый ансамбль появляются в эпизоде и поют сатирическую песню «Сеньор Бёрнс». Сценаристы были малознакомы с Пуэнте и пригласили его для участия в эпизоде, потому что Мэтт Грейнинг является его поклонником. Предполагалось, что Тито Пуэнте будет исполнять эту песню, однако уже после выяснилось, что он барабанщик, а не певец. Соответственно, песню спел один из членов ансамбля Пуэнте.
Для сохранения тайны окончания эпизода были приняты определённые меры. Единственным аниматором, знавшим, кто был виновником, был Дэвид Сильверман. К созданию окончания второй части эпизода Сильверман и Арчер приступили только в конце лета 1995 года. Поскольку в одиночку они не уложились бы в срок, они раздали остальным художникам-аниматорам остальную часть работы, не сообщая о том, кто стрелял в Бёрнса. Сценарий эпизода также обрывался ещё до разрешения интриги. При этом для избежания утечки информации было создано несколько альтернативных окончаний 2 части, в которых в мистера Бёрнса стреляли другие персонажи: Смитерс, Апу, Мо, Барни, Тито Пуэнте и даже Маленький помощник Санты. Некоторые из этих концовок были показаны в дайджесте «The Simpsons 138th Episode Spectacular».

## Факты
- В этой серии впервые упоминается, что Бёрнсу 104 года[4]. Впервые упоминается полное имя Сайдшоу Мела: Мелвин Ван Хорн[5].
- В этой серии директор Скиннер говорит, что у него нет секретаря, но до этого, в серии «Bart the Murderer», секретарь и селектор у него были[4].
- В базе данных ДНК Спрингфилда хранятся также сведения о ДНК участников группы «The Beatles»[5].
- Номер палаты Бёрнса — 2F20 — соответствует коду второй части серии.
- Шелбивилль уничтожится во второй раз уже в 18-м сезоне, а пока с 7-го по 15-й сезон проведёт реконструкцию.

## Улики
Для зрителей, желавших самостоятельно разгадать, кто же стрелял в мистера Бёрнса, в первой части серии были даны подсказки. Некоторые из них:
- Перед тем, как упасть на солнечные часы, Бёрнс произносит «Я не буду называть имя…», после чего падает, раскинув руки так, что они указывают на буквы W и S, причём из-за того, что мистер Бёрнс подошёл к часам с обратной стороны, буква W для него выглядела как M. Эта улика может указывать на:
  - директора Скиннера (W. Seymour Skinner)[11],
  - Мо Сизлака (Moe Szyslak)[11],
  - Мэгги Симпсон (Maggie Simpson)[11],
  - Маленького помощника Санты (в одной из серий мистер Бёрнс назвал его дворнягой Симпсонов — «Simpson Mutt»)[11],
  - Вэйлона Смитерса (Waylon Smithers),
  - Сайдшоу Мела (Sideshow Mel), хотя он и не входил в число подозреваемых.
  - Эйба Симпсона и его револьвер Smith & Wesson (Smith & Wesson)[12].
- В первой части серии Бёрнс уже собирался «отнять конфету у младенца», и лишь вмешательство Смитерса остановило его[7].
- Бёрнса застрелили в 15:00[11].
- Перед тем, как пробраться в кабинет Бёрнса и написать на его стенах своё имя, Гомер стоит перед знаком с надписью «IN ONLY», но из-за его головы видны только буквы «NO», а стрелка на знаке показывает на Гомера[13].
- Все подозреваемые в мэрии были вооружены, но в финале первой части отчётливо видно, что кобура под мышкой Бёрнса пустая[11].

## Отзывы и критика
Песня «Сеньор Бёрнс» из этой серии номинировалась на премию Эмми в 1996 году в номинации «Лучшие авторские стихи и музыка».
В 2003 году журнал «Entertainment Weekly» в списке 25 лучших эпизодов Симпсонов поставил данную серию на 25-е место, а в 2008 году включил первую часть серии в свой список лучших финалов телевизионных сезонов всех времен. Британская газета The Daily Telegraph назвала этот эпизод одним из «Десятки лучших эпизодов Симпсонов».
Авторы книги «I Can’t Believe It’s a Bigger and Better Updated Unofficial Simpsons Guide», Уоррен Мартин и Адриан Вуд, отозвались о первой части:

Великолепное окончание сезона — и более того, это настоящий детектив. Никакого жульничества — все улики на месте.
Оригинальный текст (англ.)A superb end to the season - and what's more, it's a genuine whodunnit. There's no cheating - all the clues are there.

## Культурные отсылки
- «Сцена на диване» первой части — отсылка к мультсериалу «Флинтстоуны»[4].

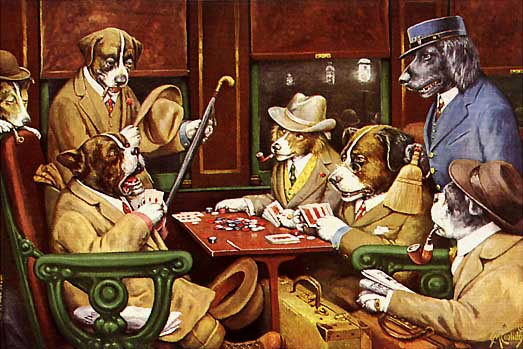
Собаки играют в покер

- Картина в ветеринарной лечебнице Спрингфилда — Собаки играют в покер[4].
- Убеждая Скиннера отдать ему нефть, Бёрнс говорит: «У меня электрическая компания и отель, мне монополию развивать надо». Всё это — составные части игры «Монополия»[4].
- Женщина-химик, обследующая таверну Мо — отсылка к агенту Скалли из «Секретных материалов»[4].
- Закрывающая Солнце машина Бёрнса — отсылка к фильму «Голдфингер»[4].
- Музыка во время финальных титров первой части — пародия на «салют барабанщиков» композитора Джона Уильмса из фильма «Джон Ф. Кеннеди. Выстрелы в Далласе»[11].
- Сон Смитерса, в котором они с мистером Бёрнсом в качестве детективов «под прикрытием» участвуют в автогонках 60-х годов — пародия на американский телевизионный сериал «The Mod Squad»[2].
- Рассказ Эйба Симпсона, как он сбил немецкий самолёт из пистолета — отсылка к фильму «Паттон»[5].
- Поведение садовника Вилли во время допроса — отсылка к Шэрон Стоун и фильму с её участием «Основной инстинкт»[18].
- Побег Гомера из-под стражи — отсылка к фильму «Беглец»[18].
- Сон шефа Виггама, в котором Лиза разъясняет ему, что он должен делать дальше — отсылка к фильму «Твин Пикс»[18]. В этом эпизоде используется игра английских слов: показывая горящую карту туза пик, Лиза говорит «This suit burns better. Look. Better look burns suit» («Эта масть горит лучше. Посмотри. Смотри лучше, масть горит»), что может быть расшифровано как «Better look Burns' suit» («Получше осмотри костюм Бёрнса»). «Таинственный» голос Лизы в этой сцене был создан так же, как и в «Твин Пикс»: Ярдли Смит озвучила эти фразы, произнеся их задом наперед. После этого запись реверсировали, вследствие чего и получился данный акустический эффект[5].